# Distretto di Garaşsyzlyk
Il distretto di Garaşsyzlyk è un distretto del Turkmenistan situato nella provincia di Lebap. Ha per capoluogo la città di Boýnyuzyn.